# Everywhere at the End of Time
Everywhere at the End of Time (en español: En todas partes al final de los tiempos) es una serie de álbumes musicales, desde el undécimo hasta el decimoséptimo álbum de estudio escrito por The Caretaker, el pseudónimo del músico inglés James Leyland Kirby. Lanzada desde el año 2016 hasta el año 2019 por su propio sello discográfico History Always Favors The Winners, el proyecto nació a partir de la necesidad que sentía Kirby para expandir los temas sobre el Alzheimer presentados en su álbum An Empty Bliss Beyond This World. La serie consiste principalmente en grabaciones de jazz de big band que se van paulatinamente deteriorando, en coherencia melódica, conforme avanza cada álbum, con el objetivo de crear una representación musical de la demencia. Finalmente, la serie culmina en sus últimos cinco minutos con la presentación de una versión coral ecualizada para voces blancas del aria: "Laßt mich ihn nur noch einmal küssen" (Sólo déjame besarlo una vez más) de la Pasión según San Lucas de Johann Sebastian Bach; que algunos autores explican puede ser la representación paradójica de un repentino episodio de lucidez seguida al último minuto de silencio del disco, que representaría la muerte del paciente.
La serie presenta al "Caretaker" en un personaje con demencia que intenta "recordar y desfigurar un audio olvidado", terminando con el retiro y la muerte canónica del seudónimo en 2019, cuando la etapa 6 de la serie y su álbum recopilatorio acompañante Everywhere, an Empty Bliss fue lanzado. La serie se diferencia de los lanzamientos anteriores de The Caretaker en su estilo, ya que los álbumes anteriores consistían principalmente en melodías repetidas, mientras que los últimos tres álbumes de la serie son más similares al ruido blanco. Las portadas del álbum son pinturas al óleo creadas por Ivan Seal, amigo de Leyland Kirby, y han sido consideradas por los críticos y por Kirby como parte integral del disco, debido a su estilo abstracto y minimalista.
Los álbumes individuales de Everywhere at the End of Time se lanzaron con seis meses de diferencia entre sí, desde el lanzamiento de la Etapa 1 en septiembre de 2016 hasta el lanzamiento de la Etapa 6 en marzo de 2019, para dar una sensación del paso del tiempo entre las etapas de la registro. Si bien la declaración de Kirby de que el proyecto Caretaker había "sufrido demencia" era confusa para algunos sitios web, el músico argumentó que no fue intencional. La serie tuvo una recepción generalmente positiva por parte de los críticos de música, que elogiaron la forma en que la serie describe la enfermedad y los nuevos estilos de música explorados por Leyland Kirby. Sin embargo, otros críticos sintieron que las etapas posteriores carecían de la sutileza presentada en los lanzamientos anteriores de Caretaker.
En octubre de 2020, la serie se popularizó como un challenge de TikTok, que consistía en escuchar el proyecto en su totalidad debido a su larga duración. Si bien su popularidad en las redes sociales ha recibido una reacción negativa de algunos usuarios, debido a que algunos de los usuarios de TikTok implementaron elementos creepypasta en el registro, también se creó un mod polémico para el videojuego Friday Night Funkin', Kirby consideró que sería bueno que los jóvenes sintieran empatía por los pacientes con Alzheimer. La tasa oficial de vistas de carga de YouTube de la serie ha aumentado exponencialmente desde la popularidad del álbum en 2020, superando actualmente las 30 millones de vistas en dicha plataforma.

## Pistas

### Etapa 1
Descripción:
"Aquí experimentamos los primeros signos de pérdida de memoria. Esta etapa es más como una hermosa ensoñación. La gloria de la vejez y el recuerdo. Lo último de los grandes días." (Traducido al español)
| Stage 1 |                                                |          |  |
| N.º     | Título                                         | Duración |  |
| 1.      | «A1 - It's just a burning memory»              | 3:32     |  |
| 2.      | «A2 - We don't have many days»                 | 3:30     |  |
| 3.      | «A3 - Late afternoon drifting»                 | 3:35     |  |
| 4.      | «A4 - Childishly fresh eyes»                   | 2:58     |  |
| 5.      | «A5 - Slightly bewildered»                     | 2:01     |  |
| 6.      | «A6 - Things that are beautiful and transient» | 4:34     |  |
| 7.      | «B1 - All that follows is true»                | 3:31     |  |
| 8.      | «B2 - An autumnal equinox»                     | 2:46     |  |
| 9.      | «B3 - Quiet internal rebellions»               | 3:30     |  |
| 10.     | «B4 - The loves of my entire life»             | 4:04     |  |
| 11.     | «B5 - Into each others eyes»                   | 4:36     |  |
| 12.     | «B6 - My heart will stop in joy»               | 2:41     |  |

### Etapa 2
Descripción:
"La segunda etapa es la autorrealización y la conciencia de que algo anda mal con la negación de aceptarlo. Se hace cada vez más difícil recordar, Los recuerdos pueden ser más largos con un poco más de deterioro en la calidad. El estado de ánimo personal general es generalmente más bajo que en la primera etapa, Estamos a un punto antes de que comience la confusión."
| Stage 2 |                                                |          |  |
| N.º     | Título                                         | Duración |  |
| 13.     | «C1 - A losing battle is raging»               | 4:37     |  |
| 14.     | «C2 - Misplaced in time»                       | 4:42     |  |
| 15.     | «C3 - What does it matter how my heart breaks» | 2:37     |  |
| 16.     | «C4 - Glimpses of hope in trying times»        | 4:43     |  |
| 17.     | «C5 - Surrendering to despair»                 | 5:03     |  |
| 18.     | «D1 - I still feel as though I am me»          | 4:07     |  |
| 19.     | «D2 - Quiet dusk coming early»                 | 3:36     |  |
| 20.     | «D3 - Last moments of pure recall»             | 3:52     |  |
| 21.     | «D4 - Denial unravelling»                      | 4:16     |  |
| 22.     | «D5 - The way ahead feels lonely»              | 4:15     |  |

### Etapa 3
Descripción:
"Aquí se nos presentan algunos de los últimos recuerdos coherentes antes de que la confusión llegue por completo y las brumas grises se formen y se desvanezcan. Ya se han recordado los mejores momentos, el flujo musical en algunos lugares es más confuso y enredado. A medida que avanzamos, algunos recuerdos singulares se vuelven más perturbados, aislados, rotos y distantes. Estos son los últimos rescoldos de la conciencia antes de que entremos en las etapas posteriores a la conciencia."
| Stage 3 |                                         |          |  |
| N.º     | Título                                  | Duración |  |
| 23.     | «E1 - Back there Benjamin»              | 4:14     |  |
| 24.     | «E2 - And heart breaks»                 | 4:05     |  |
| 25.     | «E3 - Hidden sea buried deep»           | 1:20     |  |
| 26.     | «E4 - Libet's all joyful camaraderie»   | 3:12     |  |
| 27.     | «E5 - To the minimal great hidden»      | 1:41     |  |
| 28.     | «E6 - Sublime beyond loss»              | 2:10     |  |
| 29.     | «E7 - Bewildered in other eyes»         | 1:51     |  |
| 30.     | «E8 - Long term dusk glimpses»          | 3:33     |  |
| 31.     | «F1 - Gradations of arms length»        | 1:31     |  |
| 32.     | «F2 - Drifting time misplaced»          | 4:15     |  |
| 33.     | «F3 - Internal bewildered World»        | 3:29     |  |
| 34.     | «F4 - Burning despair does ache»        | 2:37     |  |
| 35.     | «F5 - Aching cavern without lucidity»   | 1:19     |  |
| 36.     | «F6 - An empty bliss beyond this World» | 3:36     |  |
| 37.     | «F7 - Libet delay»                      | 3:57     |  |
| 38.     | «F8 - Mournful cameraderie»             | 2:39     |  |

### Etapa 4
Descripción:
"Post-Etapa 4 es donde la serenidad y la capacidad de recordar recuerdos singulares dan paso a las confusiones y al horror. Es el comienzo de un proceso eventual donde todos los recuerdos comienzan a volverse más fluidos a través de enredos, repeticiones y rupturas."
| Stage 4 |                                  |          |  |
| N.º     | Título                           | Duración |  |
| 39.     | «G1 - Post Awareness Confusions» | 22:09    |  |
| 40.     | «H1 - Post Awareness Confusions» | 21:53    |  |
| 41.     | «I1 - Temporary Bliss State»     | 21:01    |  |
| 42.     | «J1 - Post Awareness Confusions» | 22:16    |  |

### Etapa 5
Descripción:
"Post-Etapa 5 son los enredos más extremos, la repetición y la ruptura pueden dar paso a momentos más tranquilos. Lo desconocido puede sonar y sentirse familiar. El tiempo a menudo se gasta solo en el momento que conduce al aislamiento."
| Stage 5 |                                              |          |  |
| N.º     | Título                                       | Duración |  |
| 43.     | «K1 - Advanced plaque entanglements»         | 22:35    |  |
| 44.     | «L1 - Advanced plaque entanglements»         | 22:48    |  |
| 45.     | «M1 - Synapse retrogenesis»                  | 20:48    |  |
| 46.     | «N1 - Sudden time regression into isolation» | 22:08    |  |

### Etapa 6
"La Etapa 6 no posee descripción."
| Stage 6 |                                                   |          |  |
| N.º     | Título                                            | Duración |  |
| 47.     | «O1 - A confusion so thick you forget forgetting» | 21:52    |  |
| 48.     | «P1 - A brutal bliss beyond this empty defeat»    | 21:36    |  |
| 49.     | «Q1 - Long decline is over»                       | 21:09    |  |
| 50.     | «R1 - Place in the world fades away»              | 21:19    |  |